# 川上秀光
川上 秀光（かわかみ ひでみつ、1929年10月19日 - 2011年9月11日）は、日本の都市計画家。都市計画学者。東京大学名誉教授。

## 略歴
京都府出身。1954年東京大学工学部建築学科卒業。その後、大学に残り研究に従事。
1963年、東京大学助教授。1971年「都市基本計画の目標設定・構成内容と関連諸計画」で東大工学博士。1975年教授。1988年退官、名誉教授、芝浦工業大学教授。
1981年、建築審議会委員。1981年から1984年まで、日本都市計画学会学術委員長、1985年副会長、1987年会長。
その他都市域の研究代表や都市圏や環境計画の体系化の研究、特に東京に関する要職として東京都長期計画専門委員会委員、新長期構想懇談会委員、東京湾未来像、隅田川将来像、都民大学設定懇談会委員、東京湾地域の開発・環境保全専門部会長を歴任した。
2011年9月11日、敗血症のため東京都目黒区の病院で死去。81歳没。

## 著書
- 『都市政策の視点』編著 学陽書房 1981 「地方の時代」の地方自治
- 『東京改造元年・その透視図 21世紀の国際都市に向けて華麗なる変身』伊達良則編著 東京新報社出版部 1988
- 『巨大都市東京の計画論』計画論研究会編 彰国社 1990